# Clasificación para la Copa Mundial de Fútbol de 2022
32 equipos participaron en la Copa Mundial de Fútbol de 2022. La selección de Catar clasificó para disputar el torneo en su condición de organizador, siendo la primera vez que se presentaba en el certamen.
Las 31 selecciones restantes se clasificaron a través de los diferentes torneos continentales, que comenzaron en junio de 2019 y debido a la pandemia de COVID-19 terminaron en marzo de 2022. Los partidos de repesca inter-confederaciones se jugaron el 13 y 14 de junio de 2022.

## Equipos clasificados
Nota: La clasificación en el ranking de FIFA corresponde a la del momento de conseguir la clasificación a la Copa del Mundo; en el caso de Catar, esta es la del momento de obtener la sede.

| Copa Mundial de Fútbol de 2022 | Copa Mundial de Fútbol de 2022 | Copa Mundial de Fútbol de 2022                    | Copa Mundial de Fútbol de 2022 | Copa Mundial de Fútbol de 2022 | Copa Mundial de Fútbol de 2022 | Copa Mundial de Fútbol de 2022 | Copa Mundial de Fútbol de 2022               | Copa Mundial de Fútbol de 2022 |
| N.º                            | Equipo                         | Detalle                                           | Fecha de clasificación         | Part.                          | Cons.                          | Última                         | Mejor presentación                           | Ranking FIFA                   |
| ------------------------------ | ------------------------------ | ------------------------------------------------- | ------------------------------ | ------------------------------ | ------------------------------ | ------------------------------ | -------------------------------------------- | ------------------------------ |
| 1                              | Catar                          | Anfitrión                                         | 2 de diciembre de 2010         | 1                              | 1                              | Debut                          | Sin participaciones previas                  | 113.º                          |
| 2                              | Alemania                       | 1.º del Grupo J de la UEFA                        | 11 de octubre de 2021          | 20                             | 18                             | 2018                           | Campeón (1954, 1974, 1990, 2014)             | 14.º                           |
| 3                              | Dinamarca                      | 1.º del Grupo F de la UEFA                        | 12 de octubre de 2021          | 6                              | 2                              | 2018                           | Cuartos de final (1998)                      | 10.º                           |
| 4                              | Brasil                         | 1.º puesto de la Conmebol                         | 11 de noviembre de 2021        | 22                             | 22                             | 2018                           | Campeón (1958, 1962, 1970, 1994, 2002)       | 2.º                            |
| 5                              | Bélgica                        | 1.º del Grupo E de la UEFA                        | 13 de noviembre de 2021        | 14                             | 3                              | 2018                           | Tercer puesto (2018)                         | 1.º                            |
| 6                              | Francia                        | 1.º del Grupo D de la UEFA                        | 13 de noviembre de 2021        | 16                             | 7                              | 2018                           | Campeón (1998, 2018)                         | 3.º                            |
| 7                              | Croacia                        | 1.º del Grupo H de la UEFA                        | 14 de noviembre de 2021        | 6                              | 3                              | 2018                           | Subcampeón (2018)                            | 18.º                           |
| 8                              | España                         | 1.º del Grupo B de la UEFA                        | 14 de noviembre de 2021        | 16                             | 12                             | 2018                           | Campeón (2010)                               | 7.º                            |
| 9                              | Serbia                         | 1.º del Grupo A de la UEFA                        | 14 de noviembre de 2021        | 13                             | 2                              | 2018                           | Cuarto puesto (1930, 1962)                   | 25.º                           |
| 10                             | Inglaterra                     | 1.º del Grupo I de la UEFA                        | 15 de noviembre de 2021        | 16                             | 7                              | 2018                           | Campeón (1966)                               | 5.º                            |
| 11                             | Suiza                          | 1.º del Grupo C de la UEFA                        | 15 de noviembre de 2021        | 12                             | 5                              | 2018                           | Cuartos de final (1934, 1938, 1954)          | 14.º                           |
| 12                             | Países Bajos                   | 1.º del Grupo G de la UEFA                        | 16 de noviembre de 2021        | 11                             | 1                              | 2014                           | Subcampeón (1974, 1978, 2010)                | 11.º                           |
| 13                             | Argentina                      | 2.º puesto de la Conmebol                         | 16 de noviembre de 2021        | 18                             | 13                             | 2018                           | Campeón (1978, 1986)                         | 6.º                            |
| 14                             | Irán                           | 1.º puesto del Grupo A de la Tercera ronda de AFC | 27 de enero de 2022            | 6                              | 3                              | 2018                           | Primera ronda (1978, 1998, 2006, 2014, 2018) | 21.º                           |
| 15                             | Corea del Sur                  | 2.º puesto del Grupo A de la Tercera ronda de AFC | 1 de febrero de 2022           | 11                             | 10                             | 2018                           | Cuarto puesto (2002)                         | 33.º                           |
| 16                             | Japón                          | 2.º puesto del Grupo B de la Tercera ronda de AFC | 24 de marzo de 2022            | 7                              | 7                              | 2018                           | Octavos de final (2002, 2010, 2018)          | 23.º                           |
| 17                             | Arabia Saudita                 | 1.º puesto del Grupo B de la Tercera ronda de AFC | 24 de marzo de 2022            | 6                              | 2                              | 2018                           | Octavos de final (1994)                      | 53.º                           |
| 18                             | Ecuador                        | 4.º puesto de la Conmebol                         | 24 de marzo de 2022            | 4                              | 1                              | 2014                           | Octavos de final (2006)                      | 44.º                           |
| 19                             | Uruguay                        | 3.º puesto de la Conmebol                         | 24 de marzo de 2022            | 14                             | 4                              | 2018                           | Campeón (1930, 1950)                         | 16.º                           |
| 20                             | Canadá                         | 1.º de la Tercera ronda de Concacaf               | 27 de marzo de 2022            | 2                              | 1                              | 1986                           | Primera ronda (1986)                         | 33.º                           |
| 21                             | Ghana                          | 1.º ganador de la Tercera ronda de CAF            | 29 de marzo de 2022            | 4                              | 1                              | 2014                           | Cuartos de final (2010)                      | 61.º                           |
| 22                             | Senegal                        | 2.º ganador de la Tercera ronda de CAF            | 29 de marzo de 2022            | 3                              | 2                              | 2018                           | Cuartos de final (2002)                      | 18.º                           |
| 23                             | Portugal                       | Ganador de la Ruta C de la Segunda ronda de UEFA  | 29 de marzo de 2022            | 8                              | 6                              | 2018                           | Tercer lugar (1966)                          | 8.º                            |
| 24                             | Polonia                        | Ganador de la Ruta B de la Segunda ronda de UEFA  | 29 de marzo de 2022            | 9                              | 2                              | 2018                           | Tercer lugar (1974, 1982)                    | 28.º                           |
| 25                             | Túnez                          | 3.º ganador de la Tercera ronda de CAF            | 29 de marzo de 2022            | 6                              | 2                              | 2018                           | Primera ronda (1978, 1998, 2002, 2006, 2018) | 36.º                           |
| 26                             | Marruecos                      | 4.º ganador de la Tercera ronda de CAF            | 29 de marzo de 2022            | 6                              | 2                              | 2018                           | Octavos de final (1986)                      | 24.º                           |
| 27                             | Camerún                        | 5.º ganador de la Tercera ronda de CAF            | 29 de marzo de 2022            | 8                              | 1                              | 2014                           | Cuartos de final (1990)                      | 38.º                           |
| 28                             | Estados Unidos                 | 3.º de la Tercera ronda de Concacaf               | 30 de marzo de 2022            | 11                             | 1                              | 2014                           | Tercer lugar (1930)                          | 13.º                           |
| 29                             | México                         | 2.º de la Tercera ronda de Concacaf               | 30 de marzo de 2022            | 17                             | 8                              | 2018                           | Cuartos de final (1970, 1986)                | 12.º                           |
| 30                             | Gales                          | Ganador de la Ruta A de la Segunda ronda de UEFA  | 5 de junio de 2022             | 2                              | 1                              | 1958                           | Cuartos de final (1958)                      | 18.º                           |
| 31                             | Australia                      | Ganador de la repesca AFC-Conmebol                | 13 de junio de 2022            | 6                              | 5                              | 2018                           | Octavos de final (2006)                      | 42.º                           |
| 32                             | Costa Rica                     | Ganador de la repesca Concacaf-OFC                | 14 de junio de 2022            | 6                              | 3                              | 2018                           | Cuartos de final (2014)                      | 31.º                           |

## Cupos por confederación

Países clasificados
Países eliminados
Países que no son miembros de la FIFA
Países retirados o descalificados

La FIFA resolvió que el reparto de cupos fuera el siguiente:
- AFC: 4.5 cupos
- CAF: 5 cupos
- Concacaf: 3.5 cupos
- Conmebol: 4.5 cupos
- OFC: 0.5 cupos
- UEFA: 13 cupos
- Organizador: 1 cupo

En abril de 2018 la Conmebol solicitó a la FIFA que la Copa Mundial de Catar 2022 cuente ya con 48 equipos participantes, lo cual está previsto para la futura Copa Mundial de Fútbol de 2026. En julio del mismo año, Gianni Infantino declaró que la decisión pudiera estar en manos del comité organizador. El 16 de marzo de 2019 la FIFA había emitido un comunicado en el que afirmó la posibilidad de que el Mundial de Catar 2022 tuviera un total de 48 participantes. Sin embargo, el 22 de mayo de 2019, en la reunión del Consejo de la FIFA, de forma oficial, finalmente descartó la ampliación por motivos logísticos, por no llegar a tiempo para la organización, lo que sí estará listo para el próximo Mundial de Canadá, Estados Unidos y México 2026.

## Resumen de la clasificación
| Leyenda del estado de la clasificación de las confederaciones |
| ------------------------------------------------------------- |

| Confederación | Equipos que comenzaron | Equipos que han asegurado su clasificación | Equipos que aún pueden clasificar | Equipos que han sido eliminados | Cupos totales | Fecha final del clasificatorio |
| ------------- | ---------------------- | ------------------------------------------ | --------------------------------- | ------------------------------- | ------------- | ------------------------------ |
| AFC           | 45+1                   | 5+1                                        | 0                                 | 40                              | 4.5+1         | 13 de junio de 2022            |
| CAF           | 54                     | 5                                          | 0                                 | 49                              | 5             | 29 de marzo de 2022            |
| CONCACAF      | 34                     | 4                                          | 0                                 | 30                              | 3.5           | 14 de junio de 2022            |
| CONMEBOL      | 10                     | 4                                          | 0                                 | 6                               | 4.5           | 29 de marzo de 2022            |
| OFC           | 7                      | 0                                          | 0                                 | 7                               | 0.5           | 14 de junio de 2022            |
| UEFA          | 55                     | 13                                         | 0                                 | 42                              | 13            | 5 de junio de 2022             |
| Total         | 205+1                  | 31+1                                       | 0                                 | 174                             | 31+1          | 29 de marzo de 2022            |

### Retiros
- Santa Lucía: Se retiró el 21 de marzo de 2021 debido a la imposibilidad de cumplir los protocolos de competencia en el contexto de la pandemia de covid-19. Al momento de su retiro estaba por iniciar su participación en la 1.ª ronda de clasificación.[10]
- Corea del Norte: Se retiró el 3 de mayo de 2021 debido a las restricciones del país en el contexto de la pandemia de covid-19. Al momento de su retiro participaba de la 2.ª ronda de clasificación con dos victorias, dos empates y una derrota, aún con opciones de calificar a la ronda final.[11]
- Samoa: Se retiró el 29 de noviembre de 2021 debido al cambio a sede centralizada para jugarse en Catar en marzo de 2022, de la clasificación de la OFC, esto como consecuencia de la pandemia de covid-19.[12][13]
- Samoa Americana: Se retiró el 29 de noviembre de 2021 debido al cambio a sede centralizada para jugarse en Catar en marzo de 2022, de la clasificación de la OFC, esto como consecuencia de la pandemia de covid-19.[12][13]
- Tonga: Se retiró el 29 de enero de 2022 debido a la falta de seguridad en su país a causa de la erupción volcánica del Hunga Tonga. Al momento de su retiro, aún no comenzaba su participación en la 1.ª ronda de la clasificación de la OFC.[14]
- Vanuatu: Se retiró el 19 de marzo de 2022 debido a la mayoría de pruebas positivas de covid-19 que realizaron a los jugadores, motivo por lo cual no estaban en las condiciones para poder participar. Al momento de retiro estaba por debutar en la 2.ª ronda de la clasificación de OFC.[15]
- Islas Cook: Se retiró el 23 de marzo de 2022 debido a un brote de covid-19 que afectaron a los jugadores, al igual que Vanuatu. Al momento de su retiro estaba disputando la 2.ª ronda de la clasificación de la OFC.[16]

### Descalificados
- Rusia: Fue descalificada el 28 de febrero de 2022 en respuesta a la invasión a Ucrania. En el momento de su suspensión estaba clasificada en la Ruta B de la segunda ronda de clasificación de la UEFA.[17]